# Watermolen van Bellingen
De Watermolen van Bellingen is een voormalige watermolen van het type onderslag gelegen in Bellingen in de Belgische gemeente Pepingen.
De molen werd opgericht voor 1600 en komt voor in de Albums van Croy. Hij wordt er afgebeeld rechts van de voormalige abdij. In 1851 was de  molenaar J. B. Orincx , een telg van de molenaarsfamilie Orinx.

## Ontsluiting van de molen
De locatie is een halte op de Molenfietsroute Pepingen. Deze wandel-/fietsroute is een onderdeel van de Molenbox, ontwikkeld door de Erfgoedcel Pajottenland Zennevallei in 2009. In 2023 werd de locatie van de voormalige molen door de gemeente Pepingen ontsloten via een QR-code.